# Cardepia lutea
Cardepia lutea är en fjärilsart som beskrevs av Rudolf Pinker 1974. Cardepia lutea ingår i släktet Cardepia och familjen nattflyn. Inga underarter finns listade i Catalogue of Life.